# Naissance en 891
Naissance
- 887
- 888
- 889
- 890
- 891
- 892
- 893
- 894
- 895

Cette page dresse une liste de personnalités nées au cours de  l'année 891 :
- 7 janvier : Abd al-Rahman III, émir omeyyade de Cordoue.

- Gao Conghui (en), roi chinois (Jingnan).
- Yuan Dezhao (en), ministre chinois (Wuyue).
- Lin Ding (en),  ministre chinois (Wuyue).

## Crédit d'auteurs
- Cet article est partiellement ou en totalité issu de l'article intitulé « 891 » (voir la liste des auteurs).